# Stephenia atergatis
Stephenia atergatis is een vlinder uit de familie van de Nymphalidae. De wetenschappelijke naam van de soort is voor het eerst voorgesteld door John Obadiah Westwood in een publicatie uit 1881.

## Verspreiding
De soort komt voor in Congo-Kinshasa, Angola, Zambia, Noord-Namibië, Noordwest-Zimbabwe en Noord-Botswana, waar deze kan worden aangetroffen in open plekken in bossen.

## Waardplanten
De rups leeft op Paropsia brazzaeana Baill. (Passifloraceae).